# 庫迪伊夫卡
50°17′29″N 36°15′42″E / 50.29139°N 36.26167°E
庫迪伊夫卡（烏克蘭語：Кудіївка）是位於烏克蘭東部的村莊，由哈爾科夫州哈爾科夫區的德爾哈奇市鎮負責管轄。該村始建於1850年，面積0.64平方公里，海拔高度173米，2001年人口22，人口密度每平方公里34.4人。